# Теневая экономика в России
Теневая экономика является одним из самых противоречивых аспектов экономической истории России. В 2011 году, согласно официальным оценкам Росстата, рассчитанным по методу корректировки ВВП, степень тенизации экономики России составлял порядка 16 % ВВП, при обороте порядка 7 триллионов рублей в год. В теневых секторах экономики было задействовано порядка 13 миллионов человек; по оценкам независимых экспертов в неформальном секторе трудоустроены 22 миллиона россиян.

## Методы расчёта
Для расчёта доли теневой экономики в ВВП страны Госкомстат России обычно исходит из соотношения к ВВП доходов от скрытых и неформальных экономических видов деятельности, разрешённой законом. Данная методика соответствует рекомендациям международных организаций. Следует учитывать, что понятие скрытого и неформального производства в статистике отличается от показателей теневой экономики, применяемых с целью расчёта налогооблагаемой базы.

## Динамика
Динамика объёмов теневого сектора в экономике России характеризуется сложными процессами. Теневая экономика существовала в Российской империи и в СССР, затем получила ещё более широкое распространение в постперестроечное время. Так, в начале 1990-х годов, неформальные и нелегальные виды экономической деятельности получили широкое распространение. Однако учитывая то, что ВВП страны сокращалось, рыночные запросы были скромными, а доступные технологии крайне примитивными, доля неформальной экономики легче поддавалась оценке.
В 2000-х годах начался массовый выход крупных капиталов из тени, что было связано с быстрым ростом экономики и её увеличивающейся открытостью. Вместе с тем, технологическая структура экономики усложнилась по мере усложнения потребительского спроса, появления оффшорных зон и других факторов, а значит снизилась и эффективность расчёта неформального и нелегального секторов.

## Трудовые ресурсы
По оценкам ЦМИ, опубликованным в 2014 году, к занятым в неформальном секторе относились порядка 20 млн россиян, что несколько меньше чем в 2011 году (22 миллиона). Однако из них около 4 миллиона составляли так называемые самозанятые. В итоге, вне трудового законодательства в 2014 году было трудоустроено около 16 миллионов человек порядка 20 % трудоспособного населения страны. При этом для 91 % данной категории трудящихся неформальный заработок является основным источником дохода. Учитывая размер Российской Федерации, географические различия по степени прозрачности региональных экономик также значительные. В процентном отношении теневая занятость минимальна на северо-западе страны. К примеру, в 2014 году в Санкт-Петербурге она охватывала лишь 2,2 % от занятого населения в этом регионе. В Москве этот показатель составлял порядка 3,7 %. Наибольшим размер тенизации рабсилы был в национальных республиках Северного Кавказа.

## Особенности по отраслям
Степень тенизации экономики России сильно варьирует по отраслям.
Так в 1997—1998 годах в российской промышленности, в силу её тогда ещё ярко выраженной тяжёлой крупнообъектной специализации, доля скрытых и неформальных видов деятельности не достигала и 8 % от добавленной стоимости (один из компонентов ВВП на уровне отрасли). В строительстве этот показатель превышал 13 %, что связано со значительной долей нерегистрируемого частного строительства в сельских и пригородных регионах. В транспорте доля теневого сектора превышала 20 %, из-за того, что значительная часть услуг частных предпринимателей — владельцев различных видов легкового и грузового автотранспорта — оплачивалась так называемым «чёрным налом». В сельском хозяйстве доля теневого сектора в конце 1990-х годов превышала 90 % добавленной стоимости, так как большая часть сельхозпродукции тогда производилась в России не на пришедших в упадок сельхозпредприятиях, а в частных приусадебных хозяйствах населения, включая дачи, и реализовывалась на различных рынках, часто имеющих стихийный характер, где также была высока доля официально неучитываемых услуг, укрывавших от налогообложения до 61 % добавленной стоимости этого сектора. С появлением крупноформатных розничных сетей и постепенным упадком уличной торговли, степень тенизации этого сектора резко сократилась. Однако некоторые сети продолжают выплачивать часть зарплаты наличными без выплат налога, что выгодно платящим алименты, не платящим долги банкам и проч.
В России в 2017 году нелегально и полулегально заготавливается 10—20% от общего объема заготовок леса.
Согласно экспертной оценке, доходы теневого рынка медицинских услуг в 2023 году в реальном выражении составили 215 млрд. рублей, при этом услуги, оказываемые пациентам вне рамок законодательства Российской Федерации, могут быть низкого качества вследствие несоблюдения исполнителями стандартов оказания медицинской помощи, невыполнения санитарно-эпидемиологических норм и правил, отсутствия контроля со стороны проверяющих органов. 

## Международные сравнения
По оценкам Министерства экономического развития и торговли Украины, размер теневой экономики страны составил 34 % от ВВП за 2011 год. При этом данные немецких учёных, которые традиционно использует Международный валютный фонд в своих публикациях, как правило, приводят более высокие цифры, считая, что по доле теневой экономики (44,1 %) Украина является лидером Европы. По состоянию на 2013 год, размер теневой экономики в Греции достигает 24 %, в Испании — 19 % ВВП, в Италии — 21 %, в Румынии — 16 %, в Швейцарии — 9 %, в Норвегии — 7 %, Финляндии — 8 % и Швеции — 9 % (результаты исследования компании Visa Europe). Доля теневой экономики в США по данным оценок за 2016 год составляла порядка 7,8% ВВП.